# 순창향교 대성전
순창향교대성전(淳昌鄕校大成殿)은 대한민국 전북특별자치도 순창군 순창군 순천향교에 있는 대성전이다. 1984년 4월 1일 전북특별자치도의 문화재자료 제68호로 지정되었다.

## 개요
향교는 공자와 여러 성현께 제사를 지내고 지방민의 교육과 교화를 위해 나라에서 세운 교육기관이다.
순창향교를 처음 지은 시기는 정확히 알 수 없으나, 성종(재위 1469∼1494)대에 지은 것으로 보인다.
지금 남아 있는 건물로는 대성전을 비롯하여 동무와 서무, 명륜당, 동재와 서재, 내삼문, 외삼문 등이다.
대성전은 앞면 3칸·옆면 3칸의 규모로，지붕은 옆면에서 볼 때 사람 인(人)자 모양인 맞배지붕이다. 안쪽에는 공자를 비롯한 여러 성현의 위패를 모시고 있다．
조선시대에는 나라에서 토지와 노비·책 등을 지원받아 학생을 가르쳤으나, 지금은 교육 기능은 없어지고 제사 기능만 남아 있다.

## 참고 자료
- 순창향교대성전 - 국가유산청 국가유산포털